# Mickey Mouse

Mickey Mouse

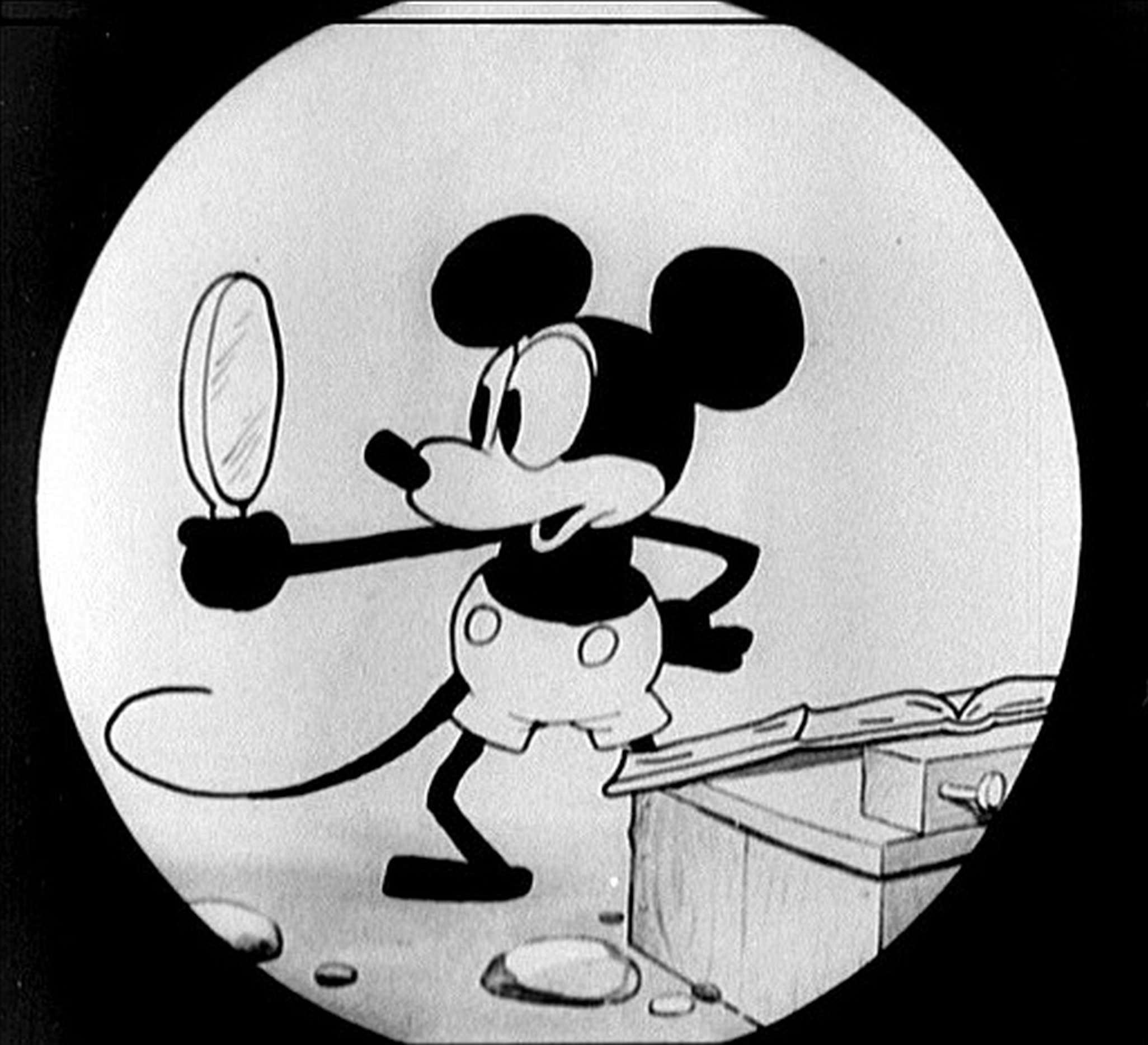
Mickey Mouse na záběru ze snímku Plane Crazy

Mickey Mouse, někdy myšák Mickey, je známá kreslená postavička z dílny The Walt Disney Company, která byla vytvořena v roce 1928 spoluprací Walta Disneye a Uba Iwerkse. Poprvé se Mickey Mouse objevil v krátkometrážním filmu Plane Crazy z roku 1928, kde se objevila poprvé i jeho kolegyně Minnie. Studio plánovalo promítání 15. května 1928, nenašlo však vhodného distributora a tak tento díl vyšel až 17. března 1929. Další snímek s Mickeym pak byl The Gallopin' Gaucho z téhož roku. Studio sice tento snímek dokončilo již v srpnu 1928, ale nevyšel do vydání dílu Parník Willie, což byl první díl, který byl veřejně promítán 18. listopadu 1928. Zároveň se jedná o první díl se zvukem. Mickey Mouse i Minnie dále vystupovali v celé řadě kreslených filmů a příběhů.
18. listopadu 1978, u příležitosti 50. výročí vzniku, získal Mickey Mouse jako vůbec první kreslená postava svoji hvězdu na Hollywoodském chodníku slávy.

## Počátky Mickey Mouse
Mickey Mouse i Minnie se poprvé objevili v černobílém filmu Plane Crazy, jež měl byl vydán 15. května 1928 (protože však studio nenašlo vhodného distributora, musel být vydán až v březnu 1929. Svou první roli v něm hrála i kráva Clarabelle, jež se později objevila v mnoha dalších Disneyho filmech. Plane Crazy měl rovných šest minut a jeho režie se ujali Walt Disney a Ub Iwerks který byl rovněž hlavní animátor snímku a údajně na něm pracoval šest týdnů. Dalšími animátory byli Hugh Harman a Rudolph Ising. Děj Plane Crazy spočíval v tom, že se Mickey snažil po vzoru Charlese Lindbergha létat letadlem. Úspěch zaznamenal první vydaný film s Mickey Mousem Parník Willie (promítán poprvé 18. listopadu 1928), a to zejména díky technické novince – synchronnímu zvuku.

## Mickey Mouse a autorský zákon

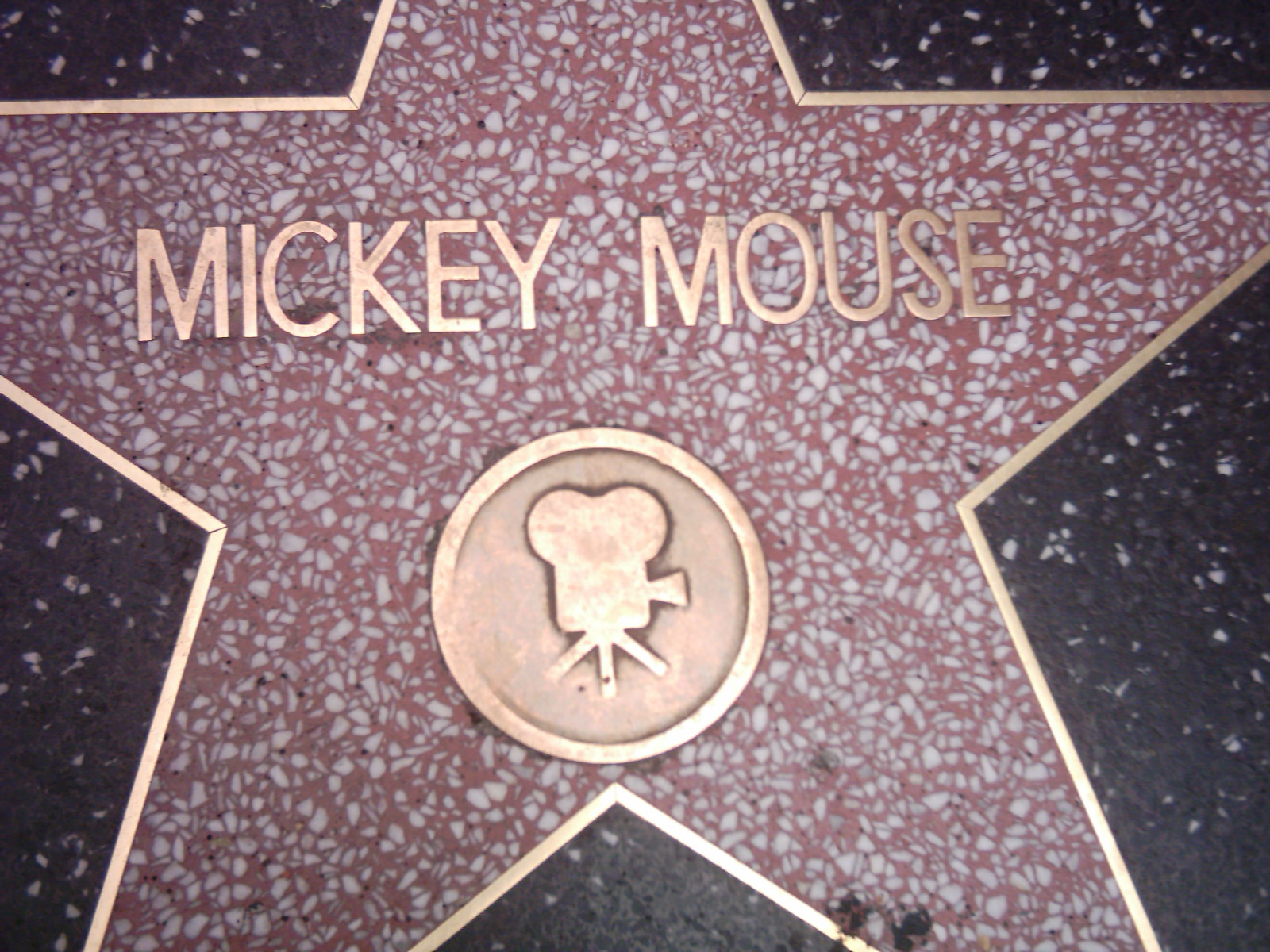
Mickey Mouseova hvězda na Hollywoodském chodníku slávy

V průběhu let Disney udělal vše, co bylo v jeho silách, aby mu zůstala autorská práva na Mickey Mouse. V roce 1928, kdy se Mickey Mouse objevil, byla ochranná doba autorských práv 56 let, autorská práva tedy měla vypršet v roce 1984. Několik let před tím, než měla autorská práva vypršet, začal Disney lobbovat v kongresu za změnu autorského zákona a v lobbování byl úspěšný, trvání autorských práv bylo v roce 1976 prodlouženo na 75 let, na stejně dlouhou dobu, jaká byla v té době v Evropě. Díky tomu autorská práva na Mickey Mouse měla vypršet až v roce 2003. V polovině 90. let 20. století, jak se opět blížilo vypršení autorských práv (kromě Mickey Mouse v roce 2003 se blížilo vypršení autorských práv na Pluta v roce 2005, Goofyho v roce 2007 a kačera Donalda v roce 2009), začal Disney lobbovat znovu. V roce 1997 kongres navrhl prodloužení doby autorských práv ze 75 na 95 let. Prodloužení autorských práv bylo schváleno 27. října 1998, autorská práva na Mickey Mouse tak vypršela s koncem roku 2023.
Podle kritiků Disney využíval výhod vypršených autorských práv pro svoje díla, ale sám svými výtvory do Public Domain odmítal přispět.
Nicméně, i když s koncem roku 2023 autorská práva na Mickey Mouse vypršela, Disney stále vlastní nejméně 19 obchodních značek Mickey Mouse, které Mickey Mouse před veřejným užitím spolehlivě uchrání.

## Filmografie
- Ep.01 – Parník Willie (1928) – První vydání
- Ep.02 – Plane Crazy (1928) – První kreslená produkce Mickeyho
- Ep.03 – The Gallopin' Gaucho (1928)
- Ep.04 – The Barn Dance (1928)
- Ep.05 – The Opry House (1929) – První kreslený díl, kde Mickey nosil rukavice
- Ep.06 – When the Cat's Away (1929)
- Ep.07 – The Plow Boy (1929) – První účast Horace Horsecollara
- Ep.08 – The Karnival Kid (1929) – Mickey poprvé promluvil, řekl: „Hot dogy!“
- Ep.09 – Mickey's Follies (1929)
- Ep.10 – Mickey's Choo-Choo (1929)
- Ep.11 – The Barnyard Battle (1929)
- Ep.12 – The Jazz Fool (1929)
- Ep.13 – Jungle Rhythm (1929)
- Ep.14 – Haunted House (1929)
- Ep.15 – Wild Waves (1930)
- Ep.16 – The Barnyard Concert (1930)
- Ep.17 – Just Mickey (1930)
- Ep.18 – The Cactus Kid (1930)
- Ep.19 – The Fire Fighters (1930)
- Ep.20 – The Shindig (1930)
- Ep.21 – The Chain Gang (1930) – Poprvé se zde objevil Pluto
- Ep.22 – The Gorilla Mystery (1930)
- Ep.23 – The Picnic (1930)
- Ep.24 – Pioneer Days (1930)
- Ep.25 – Minnie's Yoo Hoo (1930)
- Ep.26 – The Birthday Party (1931)
- Ep.27 – Traffic Troubles (1931)
- Ep.28 – The Castaway (1931)
- Ep.29 – The Moose Hunt (1931)
- Ep.30 – The Delivery Boy (1931)
- Ep.31 – Mickey Steps Out (1931)
- Ep.32 – Blue Rhythm (1931)
- Ep.33 – Fishin' Around (1931)
- Ep.34 – The Barnyard Broadcast (1931)
- Ep.35 – The Beach Party (1931)
- Ep.36 – Mickey Cuts Up (1931)
- Ep.37 – Mickey's Orphans (1931)
- Ep.38 – The Duck Hunt (1932)
- Ep.39 – The Grocery Boy (1932)
- Ep.40 – The Mad Dog (1932)
- Ep.41 – Barnyard Olympics (1932)
- Ep.42 – Mickey's Revue (1932) – První vystoupení Goofyho.
- Ep.43 – Musical Farmer (1932)
- Ep.44 – Mickey in Arabia (1932)
- Ep.45 – Mickey's Nightmare (1932)
- Ep.46 – Trader Mickey (1932)
- Ep.47 – The Whoopee Party (1932)na
- Ep.48 – Touchdown Mickey (1932)
- Ep.49 – The Wayward Canary (1932)
- Ep.50 – The Klondike Kid (1932)
- Ep.51 – Parade of the Award Nominees (1932) – Neoficiální, avšak barevný film s Mickeym
- Ep.52 – Mickey's Good Deed (1932)
- Ep.53 – Building a Building (1933)
- Ep.54 – The Mad Doctor (1933)
- Ep.55 – Mickey's Pal Pluto (1933)
- Ep.56 – Mickey's Mellerdrammer (1933)
- Ep.57 – Ye Olden Days (1933)
- Ep.58 – The Mail Pilot (1933)
- Ep.59 – Mickey's Mechanical Man (1933)
- Ep.60 – Mickey's Gala Premiere (1933)
- Ep.61 – Puppy Love (1933)
- Ep.62 – The Pet Store (1933)
- Ep.63 – The Steeple Chase (1933)
- Ep.64 – Giantland (1933)
- Ep.65 – Shanghaied (1934)
- Ep.66 – Camping Out (1934)
- Ep.67 – Playful Pluto (1934)
- Ep.68 – Gulliver Mickey (1934)
- Ep.69 – Mickey's Steamroller (1934)
- Ep.70 – Orphan's Benefit (1934)
- Ep.71 – Mickey Plays Papa (1934)
- Ep.72 – The Dognapper (1934)
- Ep.73 – Two Gun Mickey (1934)
- Ep.74 – Mickey's Man Friday (1935)
- Ep.75 – The Band Concert (1935) – První barevný film s Mickeym
- Ep.76 – Mickey's Service Station (1935) – První film s Mickeym, Kačerem Donaldem a Goofym zároveň
- Ep.77 – Mickey's Kangaroo (1935) – Poslední černobílý film s Mickeym
- Ep.78 – Mickey's Garden (1935)
- Ep.79 – Mickey's Fire Brigade (1935)
- Ep.80 – Pluto's Judgement Day (1935)
- Ep.81 – On Ice (1935)
- Ep.82 – Mickey's Polo Team (1936)
- Ep.83 – Orphans' Picnic (1936)
- Ep.84 – Mickey's Grand Opera (1936)
- Ep.85 – Thru the Mirror (1936)
- Ep.86 – Mickey's Rival (1936)
- Ep.87 – Moving Day (1936)
- Ep.88 – Alpine Climbers (1936)
- Ep.89 – Mickey's Circus (1936)
- Ep.90 – Donald and Pluto
- Ep.91 – Mickey's Elephant (1936)
- Ep.92 – The Worm Turns (1937)
- Ep.93 – Magician Mickey (1937)
- Ep.94 – Moose Hunters (1937)
- Ep.95 – Mickey's Amateurs (1937)
- Ep.96 – Hawaiian Holiday (1937)
- Ep.97 – Clock Cleaners (1937)
- Lonesome Ghosts (1937)
- Boat Builders (1938)
- Ep.100 – Mickey's Trailer (1938)
- The Whalers (1938)
- Ep.102 – Mickey's Parrot (1938)
- Brave Little Tailor (1938)
- The Fox Hunt (1938)
- Ep.104 – Society Dog Show (1939) – Poslední film Mickeyho s plně malovanýma černýma očima
- The Pointer (1939) – V tomto filmu se Mickey poprvé objevil ve svém současném zpodobnění
- Ep.105 – Mickey's Surprise Party (1939)
- Ep.107 – The Standard Parade (1939)
- The Sorcerer's Apprentice (1940, část filmu Fantasia)
- Ep.108 – Tugboat Mickey (1940)
- Ep.109 – Pluto's Dream House (1940)
- Mr. Mouse Takes a Trip (1940)
- Ep.112 – The Little Whirlwind (1941) – Naposledy až do roku 1995 se zde Mickey objevil ve svých tradičních červených šortkách
- Ep.113 - A Gentleman's Gentleman (1941)
- Ep.114 -
- Ep.115 – The Nifty Nineties (1941)
- Ep.116 – Orphan's Benefit (1941) – Stejná verze jako z roku 1934, avšak postavy mají novější podobu a film je barevný
- Canine Caddy (1941)
- Ep.117 – Lend a Paw (1941)
- Ep.118 – Mickey's Birthday Party (1942)
- Ep.119 – Symphony Hour (1942) – Poslední Mickeyho film do roku 1947
- Ep.120 – All Together (1942) – Vyrobeno pro National Film Board of Canada
- Ep.121 – Out of the Frying Pan Into the Firing Line (1942)
- Ep.122 – Pluto and the Armadillo (1943) – Plutův film
- First Aiders (1944) – Mickey ve filmu nehrál
- The Three Caballeros (1945)
- Ep.123 – Squatter's Rights (1946) – Plutův film
- Mickey and the Beanstalk (1947, část z Fun and Fancy Free)
- Mickey's Delayed Date (1947) – První film s Mickeym od roku 1942
- Mickey Down Under (1948)
- Ep.127 – Pluto's Purchase (1948) – Plutův film
- Mickey and the Seal (1948)
- Ep.129 – Pueblo Pluto (1949) – Plutův film
- Ep.130 – Crazy Over Daisy (1950)
- Ep.131 – Plutopia (1951) – Plutův film
- Ep.132 – R'Coon Dawg (1951)
- Ep.133 – Pluto's Party (1952) – Plutův film; Mickey má ve filmu obočí
- Ep.134 – How to Be a Detective (1952) – Mickeyho obličej je na obalu komiksu, který Goofy čte
- Ep.135 – Pluto's Christmas Tree (1952)
- Ep.136 – The Simple Things (1953) – Poslední animovaný film s Mickeym

- Mickey's Christmas Carol (1983) – První film s Mickeym od roku 1953; Mickeyho obočí bylo zrušeno
- Who Framed Roger Rabbit (1988) – První film s Bugs Bunnym a Mickeym zároveň
- Mickey's 60th Birthday (1988) – TV speciál
- The Prince and the Pauper (1990)
- A Goofy Movie (1995) – Goofyho film
- Runaway Brain (1995)
- Mickey's Once Upon a Christmas (1999)
- Mickey Mouse Works (1999–2000) – TV seriál
- Fantasia 2000 (2000)
- House of Mouse (2001–2004) – TV seriál
- Mickey, Donald, Goofy: The Three Musketeers (2004)
- Mickey's Twice Upon a Christmas (2004)
- Mickeyho klubík (2006) – TV seriál
- Electric Holiday (2012) – Minnie film
- Myšák Mickey (2013) – seriál
- Get A Horse! (2013) – ručně kreslený černobílý krátký film